# Backen

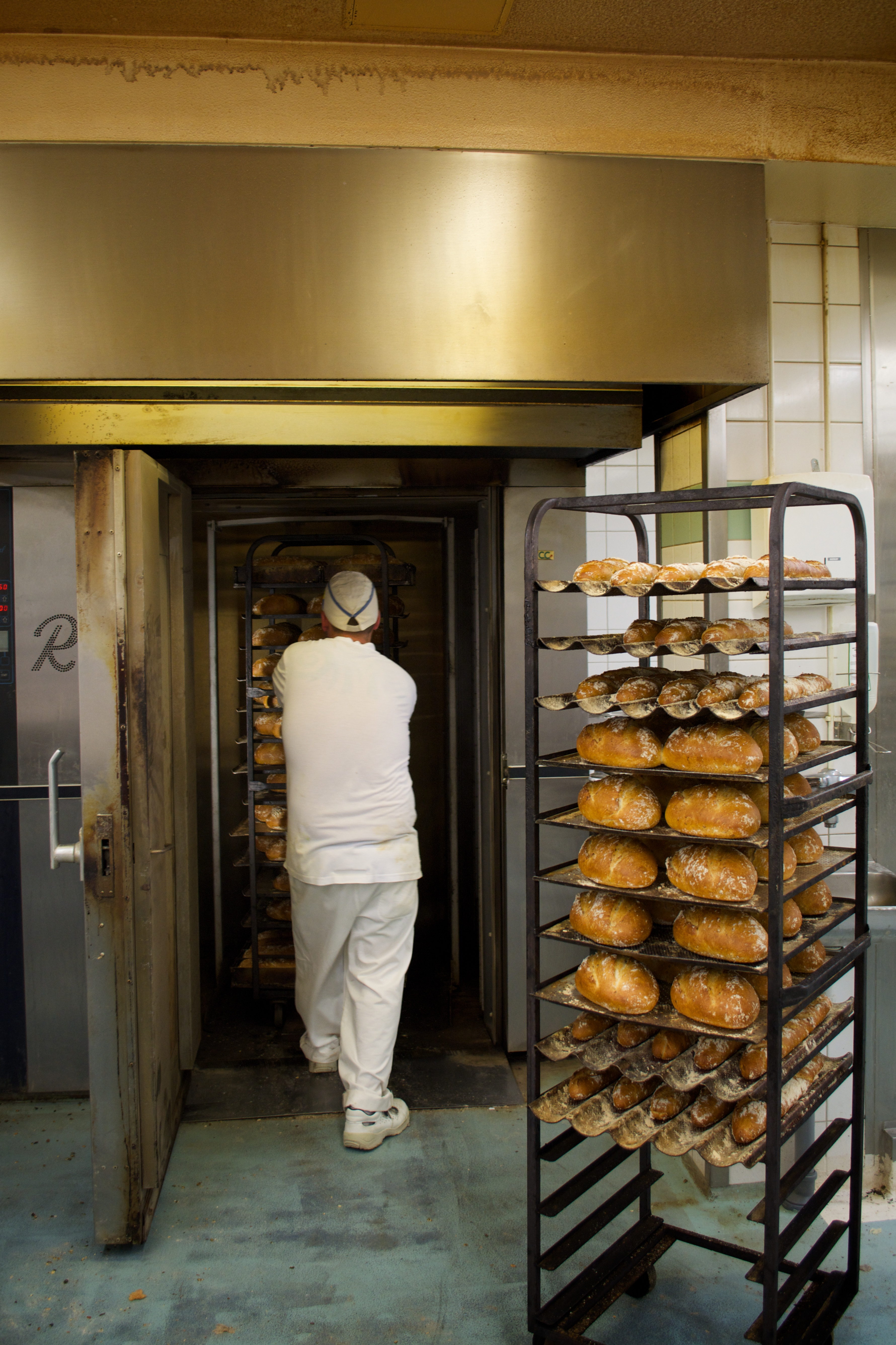
Backen von Brot in einem modernen Stikkenofen, 2013 in Finnland

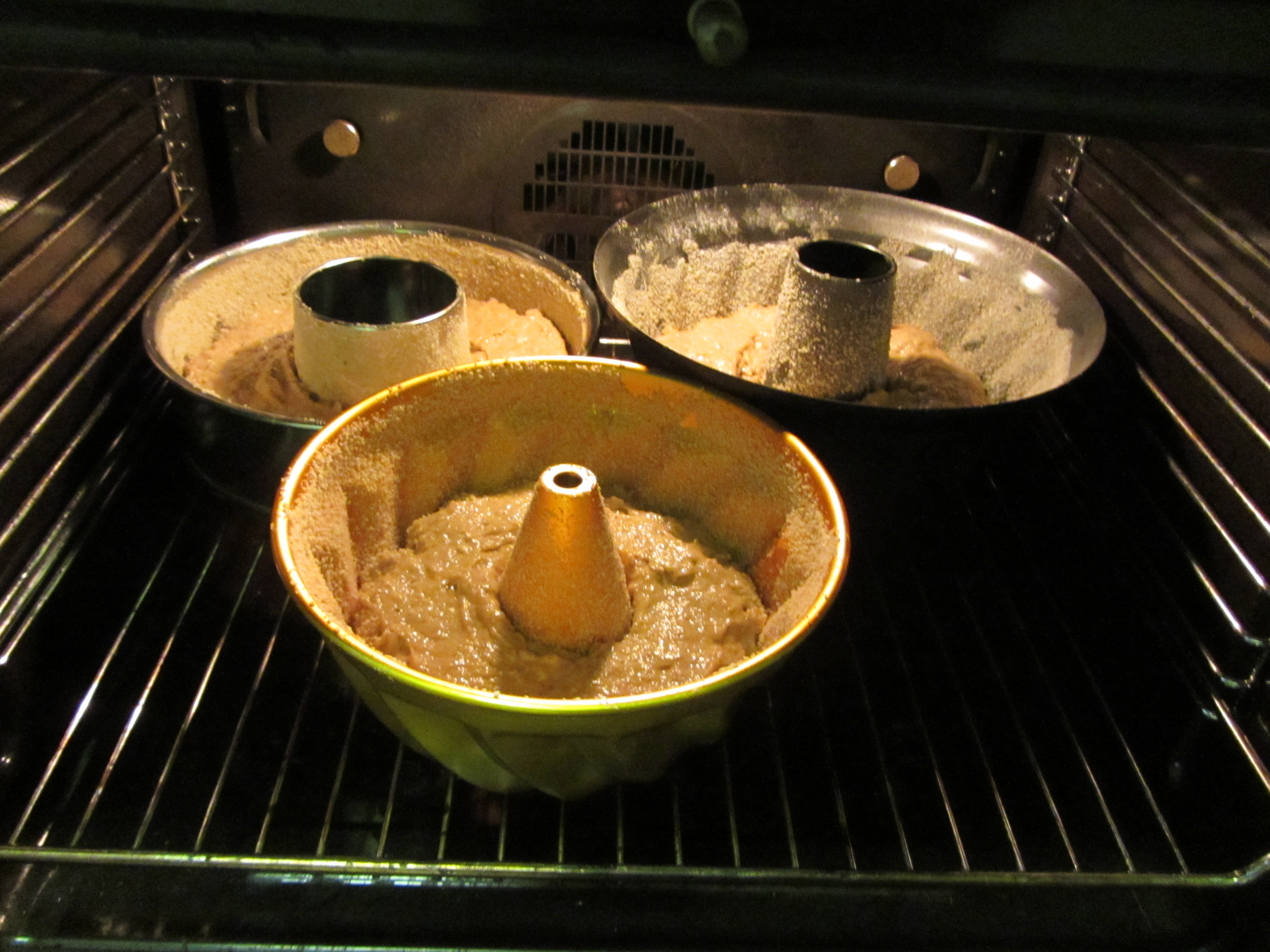
Backen von Rührkuchen in einem Haushaltsbackofen

Backen (von mittelhochdeutsch backen und althochdeutsch backan bzw. bahhan aus dem urgermanischen *bakk-a- bzw. *bak-a-) ist ein Garverfahren. Man unterscheidet das Backen im Ofen (frz.  cuire au four) vom Backen im Fettbad (auch Frittieren).

## Verfahren
Allgemein bezeichnet man damit das Garen von Backwaren im Backofen bei 180 bis 250 °C in trockener Heißluft oder mit Schwaden mit dem Ziel einer gebräunten Kruste. Es wird für die Zubereitung von Gebäck aus Massen, Teigen und andere stärkehaltige Zubereitungen verwendet. Typische gebackene Speisen sind Brot, Kuchen, Torten, Kleingebäck, verschiedene Süßspeisen, Auflauf und Pasteten.  Die Berufe in der Bäckerei dazu nennt man Bäcker und Konditor, ebenso gehört es zur Speisenherstellung in der Gastronomie.
Beim Backen werden durch die Hitze im Teig enthaltene Gase (CO2 aus Hefegärung oder Backtriebmitteln, eingearbeitete Luft, Aufschäumgase oder Flüssigkeitsdämpfe) ausgedehnt, die den Teig zunächst auflockern (siehe Triebmittel). Beim weiteren Backvorgang wird der Teig verfestigt. Beim Brotbacken entstehen so die Krume sowie die Kruste als Oberfläche. Das Backen von Fleisch, Fisch und Gemüse in einem Teigmantel hat den Vorteil, dass das Gargut im Teigmantel saftig bleibt, da es hermetisch eingepackt ist. Aromastoffe können schlecht entweichen und eine Kohlenhydratbeilage ist bereits gegeben.